# The Manicure Girl (film 1916)
The Manicure Girl è un cortometraggio muto del 1916 diretto da Burton L. King.
È il settimo episodio della serie The Chronicles of Bloom Center.

## Produzione
Il film fu prodotto dalla Selig Polyscope Company. Venne girato nel 1915.

## Distribuzione
Distribuito dalla General Film Company, il film – un cortometraggio in una bobina – uscì nelle sale cinematografiche statunitensi il 1º gennaio 1916.